# Брезьє-Виводинсько
45°41′ пн. ш. 15°24′ сх. д. / 45.68° пн. ш. 15.40° сх. д.
Брезьє-Виводинсько (хорв. Brezje Vivodinsko) — населений пункт у Хорватії, у Карловацькій жупанії у складі міста Озаль.

## Населення
Населення за даними перепису 2011 року становило 8 осіб.
Динаміка чисельності населення поселення: